# 1973 في اليونان
فيما يلي قوائم الأحداث التي وقعت خلال عام 1973 في اليونان.

## سياسة

### تعيين في المنصب
- 1 يونيو – جيورجيوس بابادوبولوس رئيس اليونان.

### انتهاء فترة المنصب
- 8 أكتوبر – جيورجيوس بابادوبولوس رئيس وزراء اليونان،رئيس اليونان.

## مواليد

### فبراير
- 19 فبراير – نيكوس أوكونومو
- 24 فبراير – كريستينا باباداكي لاعبة كرة مضرب يونانية.

### يونيو
- 16 يونيو – نيكوس ماتشلاس لاعب كرة قدم يوناني.

### أكتوبر
- 18 أكتوبر – ميكاليس كابسيس لاعب كرة قدم يوناني.

### نوفمبر
- 9 نوفمبر – زيسيس فريزاس لاعب كرة قدم يوناني.

## وفيات

### أكتوبر
- 13 أكتوبر – خليقرناس باليقجيسي (مواليد 1886) كاتب تركي.